# Moshe Radman
Moshe Radman Aboutboul (né le 6 octobre 1984) est entrepreneur et investisseur high-tech, créateur de contenu, consultant dans le domaine de l'innovation, activiste social et un des leaders de la contestation contre la réforme judiciaire.

## Biographie
Radman est né et a grandi à Lod. Il est le fils de Sarah (née Aboutboul) et d'Yitzhak Radman. Son père était le fils d'un rescapé de l'Holocauste de Pologne, et sa mère était fille d'immigrants venus du Maroc. À partir de l'école primaire, il a fait ses études dans des structures pour enfants à haut potentiel intellectuel, dont une école pour surdoués et une filière destinée aux élèves brillants, affiliée à l'Université Bar-Ilan.
Il a fait son service militaire/service à Tsahal en tant qu'Officier de Collecte de Renseignements dans le Corps de Collecte de Renseignements sur le terrain, et par la suite en tant qu'Officier à l'Unité de Recherche du Service des Renseignements Militaires/AMAN. Dans le cadre de son service, il a terminé avec les honneurs sa formation d'Officier et a reçu un prix d'excellence du corps d'armée. Il a cessé ses activités au sein de la réserve militaire à la suite d'un problème médical, qui l'a contraint à subir une intervention complexe au cerveau.
Après sa décharge de Tsahal, il a enseigné pendant quelques années dans un cours de préparation à l'examen psychométrique,et a ensuite commencé ses études pour l'obtention d'une double licence d'économie et de comptabilité à l'Université de Tel Aviv. Avant même d'obtenir son diplôme, il occupait déjà un poste d'assistant, puis de conférencier, dans le cadre de la Préparation à la Licence de Comptabilité à l'Université de Tel Aviv,.

### Activités dans le domaine des affaires
En 2014, à la fin de ses études universitaires, Radman a fondé, avec un associé, le groupe iGroup, qui développait des clubs clients basés sur l'intelligence artificielle. Parmi les plus importants d'entre eux, figurent le Club Étudiants. istudent,, le club clients des centres commerciaux appartenant au Groupe Ofer MYOFER, le plan Avantages Isracard, et autres. En 2017, il a été nommé parmi les 100 personnes les plus influentes par l'Agence Nationale du Numérique d'Israël. En juin 2018, il a démissionné de son poste de PDG du Groupe et a vendu ses parts.
À partir de 2018, Radman a offert des prestations de consulting et d'accompagnement à de grandes entreprises, portant sur l'application de méthodes innovantes pratiques à divers projets. Il a également donné des cours universitaires et des conférences. En outre, dans les années 2023-2021, il était membre du Conseil d'Administration à la compagnie immobilière internationale G-CITY (anciennement Gazit-Globe).

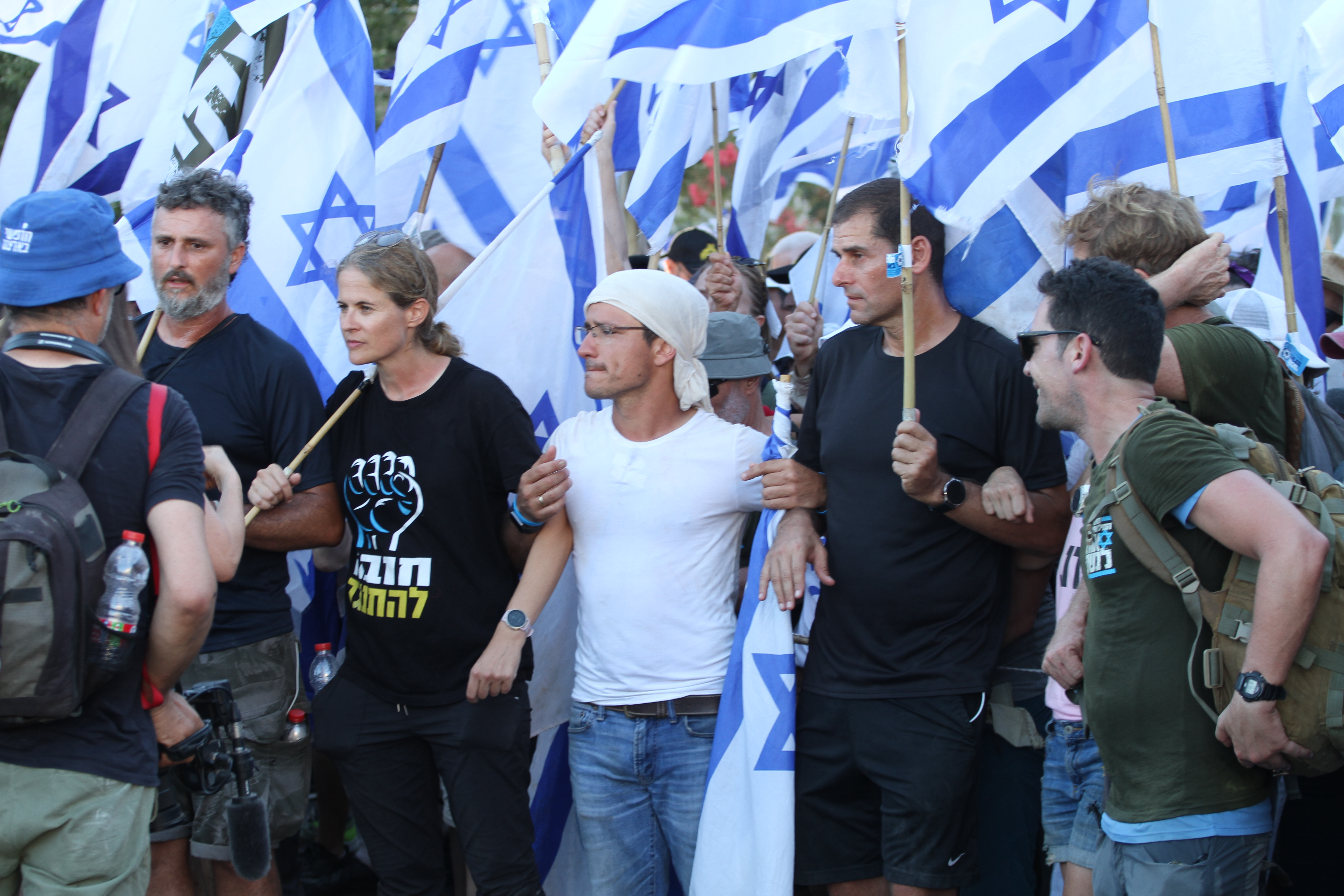
Les dirigeants de la marche de protestation vers Jérusalem. De gauche à droite : Ran Harnevo, Shikma Bressler, Moshe Radman, Ami Dror. 22 juillet 2023.

En 2022, il a fondé et dirigé la startup Anyverse Studio, qui développe des jeux thérapeutiques au moyen de la réalité virtuelle,,, dont un exemple est leur jeu appelé BraVer. En janvier 2023, il a gelé les activités de la société en raison de la crise sociale en Israël, et a décidé de consacrer son temps à lutter bénévolement contre la réforme judiciaire.

### Activité dans le domaine des médias
Radman est actif dans la création de contenu dans l'univers de l'innovation technologique. Il tient régulièrement une rubrique à Globes, qui porte sur l'innovation, a réalisé le podcast Digital.Tech.Business, qui fournit des informations sur les liens et développements dans le monde du numérique, de la technologie et des affaires et est souvent interviewé sur ces sujets dans les médias,,.

### Activité dans le domaine de l'enseignement
Radman est conférencier au Collège Académique de Management, où il enseigne aux étudiants de licence et de master (MBA - maîtrise en Administration des Affaires). Entre autres, il enseigne le cours "Des technologies au service du marketing". Il a également conçu le premier cours en Israël sur l'intelligence artificielle créative (l'IA Générative) et le métavers - "Les caractéristiques des technologies perturbatrices".

## Activités de protestation
Lorsque la contestation contre la réforme judiciaire a éclaté, en janvier 2023, Radman a quitté ses occupations et a lancé, avec d'autres activistes, la "protestation des professionnels de la high-tech". Radman exerce une activité bénévole, dont l'objectif est de convaincre les citoyens qui soutiennent la réforme à revenir sur leur position, en démantelant les fake news au moyen de vidéos qu'il crée lui-même, et d'interviews dans les médias,,,,,,,,,. En outre, il prend part à des réunions visant à informer et à sensibiliser le public, ainsi qu'à des rencontres avec des partisans de la réforme, pour en exposer, selon lui, les répercussions et les dangers. En mars 2023, il a initié et publié le journal "Israël le jour d'après", dont le but était de montrer l'impact de la réforme judiciaire (si elle aboutit) sur la vie quotidienne des Israéliens dans le futur, telle qu'il l'entrevoit. 50 mille exemplaires de ce journal ont été distribués à travers le pays, et il a également été diffusé en version numérique.
Radman est un activiste de terrain de premier plan au sein du mouvement de protestation, et a été arrêté 4 fois par la police. La première arrestation s'est produite le 1er mars 2023, lors d'une manifestation à Tel Aviv. La seconde arrestation a eu lieu le 23 mars 2023 à Tel Aviv, pendant la journée nationale de perturbation, qui s'est tenue dans le cadre de la contestation. Il affirme avoir été victime de violence policière lors de cette arrestation, et il a été évacué en ambulance. Par la suite, il a été diagnostiqué comme souffrant d'un traumatisme crânien et hospitalisé en soins intensifs à l'Hôpital Ichilov,. Radman soutient avoir été arrêté intentionnellement, en raison de son rôle dominant dans ce combat. D'autres leaders ont été appréhendés ce jour-là, dont Shikma Bressler, la cheffe de file du mouvement de protestation des Drapeaux Noirs,,,. La troisième arrestation s'est produite le 2 juin 2023, au cours d'une manifestation devant la résidence du Premier Ministre Benyamin Netanyahou à Césarée. Pour cette arrestation également, d'après la documentation qui a été diffusée, on a fait usage de violence. L'ambulancier ayant soupçonné la présence d'une commotion cérébrale, il a été transporté à l'hôpital,,,. Quant à la quatrième arrestation, elle a eu lieu le 24 juin 2023, près du siège de la  Knesset à Jérusalem.
Pendant les mois où s'est déroulée la contestation, Radman prononce des discours à différentes tribunes à travers le pays, dans le cadre du mouvement de protestation, et a parfois pris part à différentes manifestations dans la même journée, y compris aux tribunes principales -Ashkelon, Raanana, Herzliya, Ramat Hasharon, Petach Tikva, Kyriat Ono, Beer Sheva et Rehovot. Le 11 mars 2023, il prononce un discours à la tribune principale à Haïfa. et a pris plusieurs fois la parole à la manifestation-phare de Kaplan (Tel Aviv),,,,. Le 18 juillet, il a entamé, sur son initiative et celle d'autres leaders du mouvement (Shikma Bressler, Ran Harnevo et Ami Dror), et avec ces derniers, une marche populaire collective de Kaplan Tel Aviv, jusqu'à Jérusalem. Cette marche était un acte de protestation contre l'intention de la Coalition d'entériner, à la deuxième lecture, la loi qui restreint le recours au Critère de Raisonnabilité,.
Le 28 août 2023, Radman a écrit que « cela faisait des années que des organisations messianiques de droite faisaient mauvais usage de la plateforme Wikipédia, ce qui portait atteinte à la démocratie », et c'est la raison pour laquelle il a mis en place le commando Wikipédia.

## Vie privée
Radman est l'époux de Meital et père de 3 enfants. Il habite à Tel Mond.